# Войкова-Лыка
Войкова-Лыка (болг. Войкова лъка) — село в Болгарии. Находится в Смолянской области, входит в общину Рудозем. Население составляет 348 человек.

## Политическая ситуация
В местном кметстве Войкова-Лыка — Бырчево, в состав которого входит Войкова-Лыка, должность кмета (старосты) исполняет Зия Мехмедов Маданлийски (Движение за права и свободы (ДПС)) по результатам выборов в 2007 году.
Кмет (мэр) общины Рудозем — Николай Иванов Бояджиев (коалиция партий: Граждане за европейское развитие Болгарии (ГЕРБ) и Земледельческий народный союз (ЗНС)) по результатам выборов 2007 года в правление общины.